# Maserà di Padova
Maserà di Padova je italská obec v provincii Padova v oblasti Benátsko.
V roce 2013 zde žilo 9 082 obyvatel.

## Sousední obce
Abano Terme, Albignasego, Cartura, Casalserugo, Due Carrare

## Vývoj počtu obyvatel
Zdroj: 